# Agapetus murinus
Agapetus murinus là một loài Trichoptera trong họ Glossosomatidae. Chúng phân bố ở vùng nhiệt đới châu Phi.